# Dimorphostylis australis
Dimorphostylis australis är en kräftdjursart som beskrevs av George Eric Howard Foxon 1932. Dimorphostylis australis ingår i släktet Dimorphostylis och familjen Diastylidae. Inga underarter finns listade i Catalogue of Life.